# Innestato in punta
Innestato in punta è un termine utilizzato in araldica per indicare l'arma aggiunta al di sotto di un partito o di un inquartato, a foggia di punta.

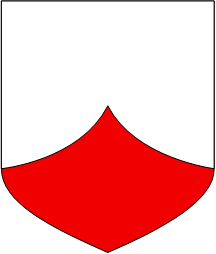
D'argento, innestato in punta di rosso
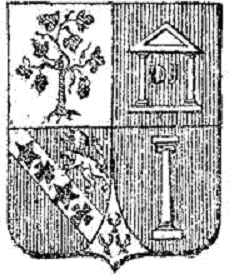
Inquartato innestato in punta
Partito innestato in punta (Renania Settentrionale-Vestfalia, Germania)
Inquartato innestato in punta (Stemma della Spagna)
Troncato: nel 1° di rosso, con l'iscrizione BEAUMONTEL sormontata a destra dalla data 1668 e a sinistra dalla data 1405, in lettere maiuscole, il tutto d'oro; nel 2° partito: nel I d'argento, alla banda di rosso, nel II d'oro, al leone di rosso, innestato in punta dello stesso (Beaumontel, Francia)